# Conuber
Genre
Conuber est un genre de mollusques gastéropodes de la famille des Naticidae. L'espèce-type est Conuber conicum.

## Liste d'espèces
Selon World Register of Marine Species (28 octobre 2017) :
- Conuber conicum (Lamarck, 1822)
- Conuber incei (Philippi, 1853)
- Conuber melastoma (Swainson, 1821)
- Conuber sordidum (Swainson, 1821)